# 泉水文雄

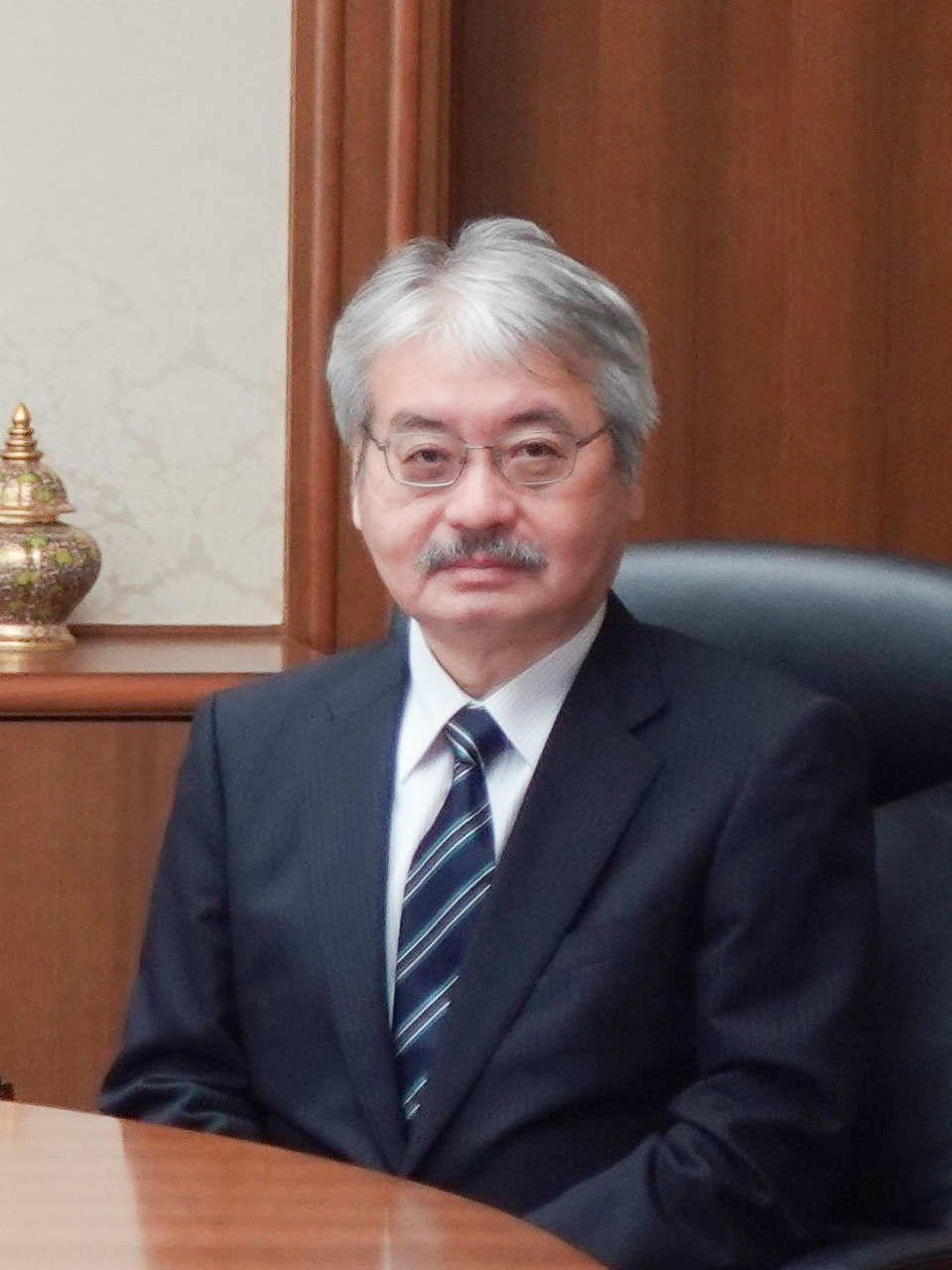
2023年

泉水 文雄（せんすい ふみお、1958年 - ）は、日本の法学者。専門は競争法・経済法。神戸大学大学院法学研究科・法学部教授。龍田節門下。

## 略歴
- 1958年 - 岡山県生まれ
- 1982年 - 京都大学法学部卒業
- 1984年 - 法学修士（京都大学）
- 1985年 - 京都大学大学院法学研究科博士後期課程中退
- 1985年 - 京都産業大学法学部専任講師
- 1986年 - 第1回横田正俊賞受賞[1]
- 1988年 - 京都産業大学法学部助教授
- 1993年 - 大阪市立大学法学部助教授
- 1999年 - 神戸大学法学部教授
- 2000年 - 神戸大学大学院法学研究科教授
- 2010年 - 同法科大学院長
- 2016年 - 同社会イノベーションセンター長
- 2023年 - 同停年退官。同名誉教授
- 2023年 - 公正取引委員会委員
- その間　マックス・プランク研究所（ドイツ）客員研究員[2][3]

## 役職・公的活動
- 公正取引委員会競争政策研究センター客員研究員（2013年現在）
- 経済産業研究所「グローバル化・イノベーションと競争政策研究会
- 新司法試験考査委員（経済法）（2010年まで）
- 兵庫県入札監視委員会委員（2013年現在）
- 尼崎市入札監視委員会委員
- 本州四国連絡高速道路橋株式会社入札監視委員（2013年現在）
- 一般社団法人電力系統利用協議会中立会員（2013年現在）